# Кінгс-Пойнт (Нью-Йорк)
Кінгс-Пойнт (англ. Kings Point) — селище (англ. village) в США, в окрузі Нассау штату Нью-Йорк. Населення — 5619 осіб (2020).

## Географія
Кінгс-Пойнт розташований за координатами 40°49′4″ пн. ш. 73°44′22″ зх. д. / 40.81778° пн. ш. 73.73944° зх. д. (40.817892, -73.739320).  За даними Бюро перепису населення США в 2010 році селище мало площу 10,36 км², з яких 8,69 км² — суходіл та 1,67 км² — водойми.

## Демографія
Згідно з переписом 2010 року, у селищі мешкало 5005 осіб у 1293 домогосподарствах у складі 1140 родин. Густота населення становила 483 особи/км².  Було 1386 помешкань (134/км²).
Расовий склад населення:
| - 91,4 % — білих - 3,4 % — азіатів - 0,8 % — чорних або афроамериканців |

До двох чи більше рас належало 4,0 %. Частка іспаномовних становила 1,7 % від усіх жителів.
За віковим діапазоном населення розподілялося таким чином: 24,8 % — особи молодші 18 років, 59,9 % — особи у віці 18—64 років, 15,3 % — особи у віці 65 років та старші. Медіана віку мешканця становила 33,7 року. На 100 осіб жіночої статі у селищі припадало 123,9 чоловіків;  на 100 жінок у віці від 18 років та старших — 128,2 чоловіків також старших 18 років.
Середній дохід на одне домашнє господарство  становив 202 414 долари США (медіана — 113 160), а середній дохід на одну сім'ю — 202 842 долари (медіана — 113 438). Медіана доходів становила 92 572 долари для чоловіків та 77 596 доларів для жінок. За межею бідності перебувало 6,5 % осіб, у тому числі 10,6 % дітей у віці до 18 років та 1,6 % осіб у віці 65 років та старших.
Цивільне працевлаштоване населення становило 1889 осіб. Основні галузі зайнятості: освіта, охорона здоров'я та соціальна допомога — 26,2 %, оптова торгівля — 16,9 %, фінанси, страхування та нерухомість — 15,0 %.